# Mitsubishi iMiEV
De Mitsubishi iMiEV (innovative Mitsubishi Electrical Vehicle) is een elektrische auto van de Japanse constructeur Mitsubishi.
De Mitsubishi iMiEV heeft een watergekoelde permanente-magneet synchrone motor van 47 kilowatt die zijn vermogen haalt uit een 16 kWh 325 volt lithium-ion-accu met 88 cellen. De motor is onder de kofferruimte geplaatst en levert een maximaal koppel van 180 newtonmeter. De auto haalt een topsnelheid van 130 km/u en heeft een actieradius van 160 kilometer (NEDC-test). Hij kan via een stopcontact opgeladen worden.
De constructeur levert de auto ook aan PSA die deze wagen onder hun merknamen Peugeot iOn en Citroën C-Zero in 2010 in Europa heeft gelanceerd.

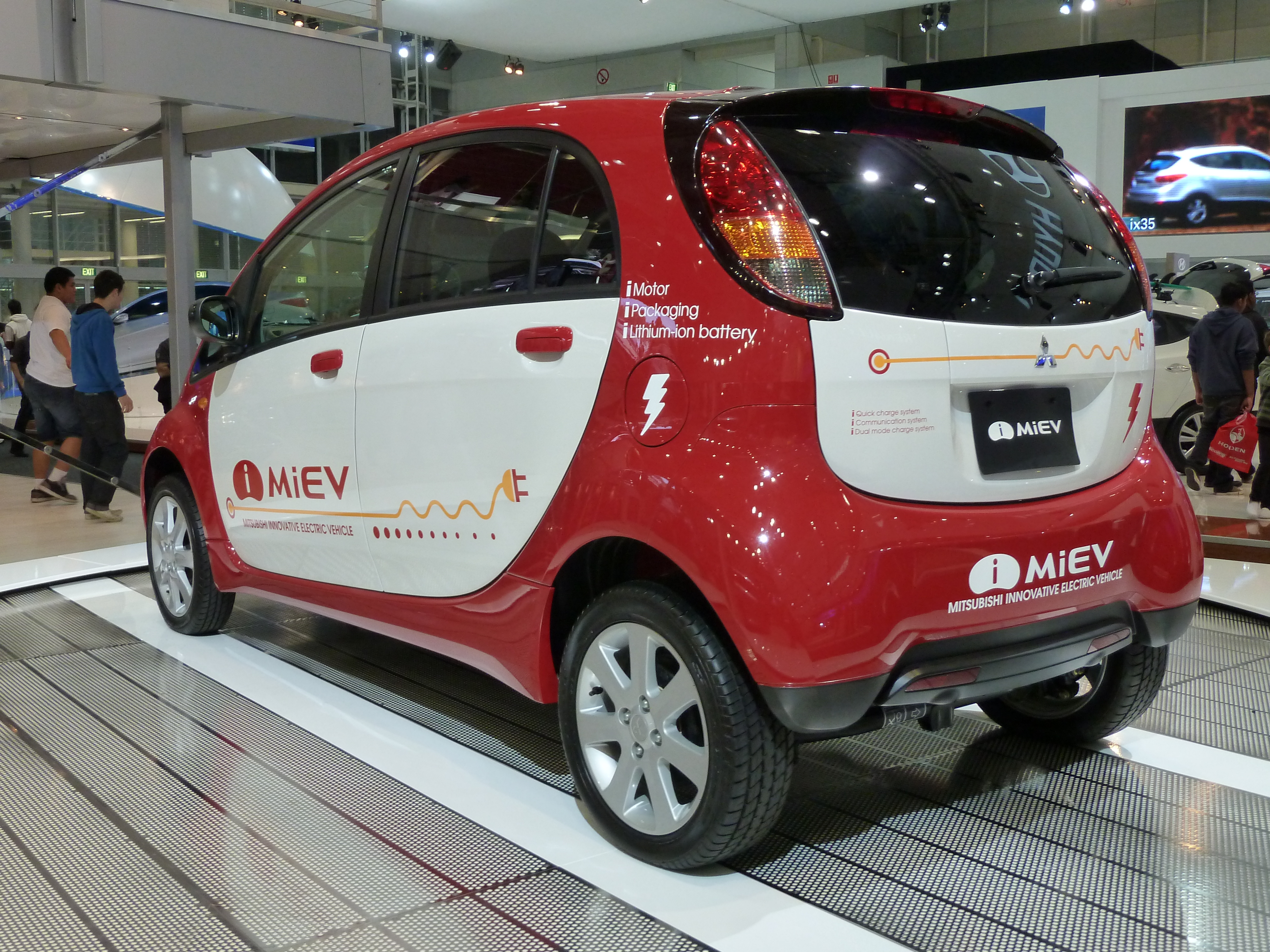
Mitsubishi i MiEV achterzijde
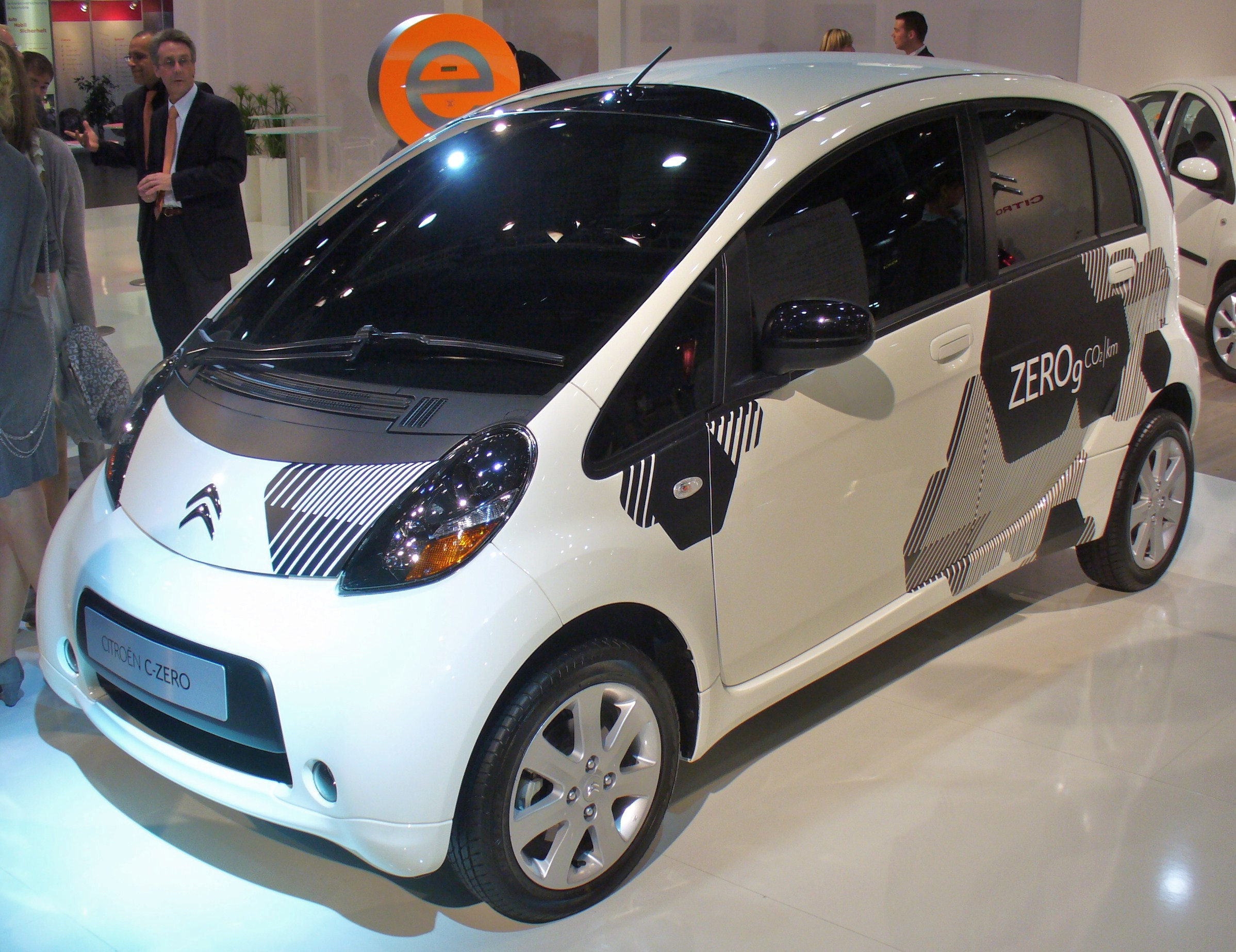
Citroën C-ZERO
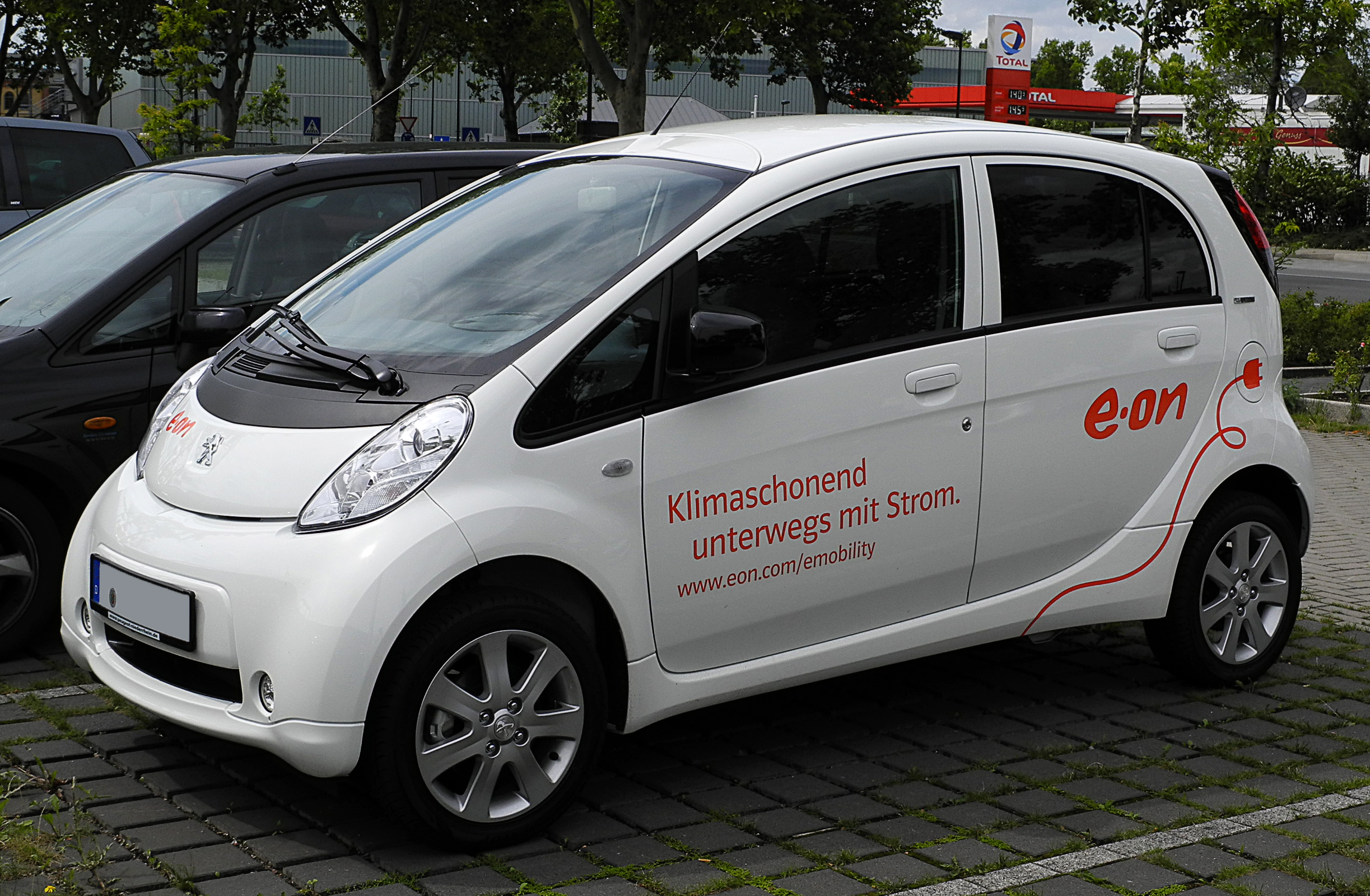
Peugeot iOn

Huidige modellen:
380 ·
Adventure ·
ASX ·
Challenger/Pajero Sport ·
Colt ·
Delica ·
Eclipse ·
eK ·
Endeavor ·
Freeca ·
Galant ·
Grandis ·
i ·
Jolie ·
Kuda ·
L200 ·
Lancer ·
Lancer Evo ·
Maven ·
Minica ·
Nativa ·
Outlander ·
Pajero ·
Pajero iO ·
Pajero Mini ·
Pajero Pinin ·
Raider ·
Space Gear ·
Strada ·
Town Box ·
Triton ·
Zinger
Historische modellen:
360 ·
3000GT ·
500 ·
Airtrek ·
Aspire ·
Carisma ·
Chariot ·
Cordia ·
Debonair ·
Diamante ·
Dignity ·
Dingo ·
Dion ·
Emeraude ·
Eterna ·
Expo ·
Forte ·
FTO ·
Galant GTO ·
Galant VR-4 ·
Jeep CJ-3B ·
Galant Lambda ·
GTO ·
Lancer 1600 GSR ·
Legnum ·
Libero ·
L200 ·
Magna ·
Mirage ·
Model A ·
Nimbus ·
Pajero Junior ·
Pistachio ·
Proudia ·
RVR ·
Sapporo ·
Sigma ·
Space Runner ·
Space Wagon ·
Space Star ·
Starion ·
Toppo ·
Tredia ·
Verada
Conceptauto's:
Concept CT MIEV ·
Concept D-5 ·
Concept EZ MIEV ·
Lancer Evolution ·
HSR ·
i ·
SE-RO ·
SST ·
Tarmac